# Pimoa hespera
Espèce
Synonymes
- Labulla hespera Gertsch & Ivie, 1936

Pimoa hespera est une espèce d'araignées aranéomorphes de la famille des Pimoidae.

## Distribution
Cette espèce est endémique de Californie aux États-Unis. Elle se rencontre dans les comtés de Fresno, de Tuolumne et de Tulare.

## Description
Le mâle décrit par Hormiga en 1994 mesure 9,3 mm et la femelle 9,5 mm.

## Publication originale
- Gertsch & Ivie, 1936 : Descriptions of new American spiders. American Museum novitates, no 858, p. 1-25 (texte intégral).